# کنسرت‌هاوس برلین

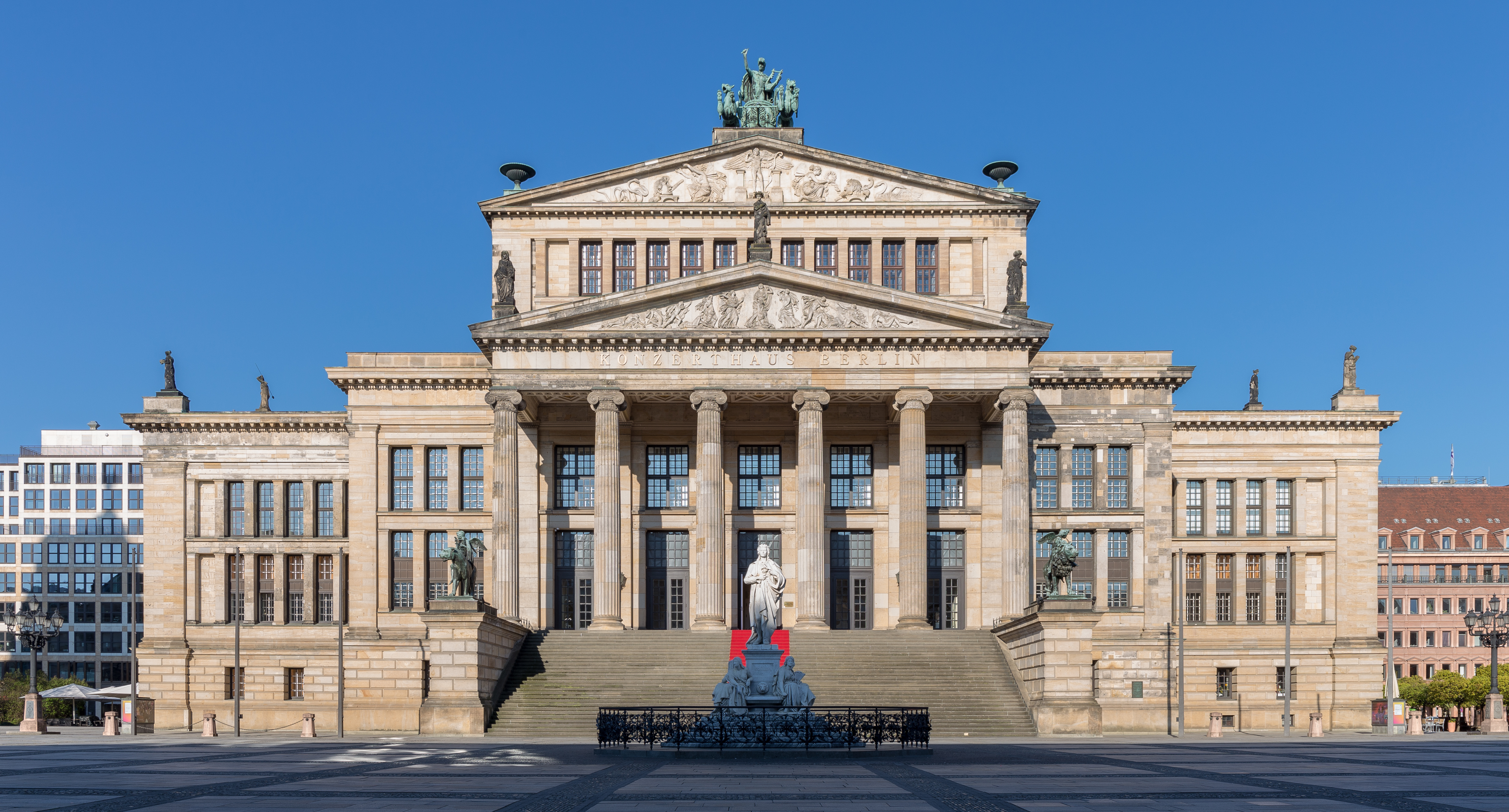
نمایی از سالن کنسرت‌هاوس برلین‌ در سال ۲۰۱۵

کنسرت‌هاوس برلین‌ (به آلمانی: Konzerthaus Berlin) یک سالن کنسرت و اپرا در برلین و خانهٔ ارکستر سمفونیک کنسرت‌هاوس برلین است. این بنا که در میدان ژاندارمن مارکت در منطقهٔ میته در مرکز شهر برلین قرار دارد، در ابتدا به عنوان یک سالن تئاتر ساخته‌شد. از ۱۸۱۸ تا ۱۸۲۱ تحت نام شاسپیل‌هاوس برلین و سپس به عنوان تئاتر آم ژاندارم کارت و نیز کمدی فعالیت کرد. این سالن پس از جنگ جهانی دوم، به سالن کنسرت تبدیل شد و نام آن در سال ۱۹۹۴ به نام کنونی تغییر کرد.